# Anders Andersson i Vässlingby
Anders Andersson (i riksdagen kallad Andersson i Vässlingby), född 16 mars 1809 i Fellingsbro socken, död 3 april 1851 i Fellingsbro socken, var en svensk riksdagsman i bondeståndet.
Andersson företrädde Fellingsbro, Glanshammars och Örebro härader av Örebro län vid riksdagarna 1844–1845 och 1847–1848.
Vid 1844–1845 års urtima riksdag var han suppleant i bevillningsutskottet, ledamot i förstärkta statsutskottet, suppleant i förstärkta bankoutskottet och ledamot i förstärkta lagutskottet.
Under 1847–1848 års riksdag var han ledamot i allmänna besvärs- och ekonomiutskottet och suppleant i opinionsnämnden.